# Giggleswick
Giggleswick is een civil parish in het bestuurlijke gebied Craven, in het Engelse graafschap North Yorkshire met 1270 inwoners.

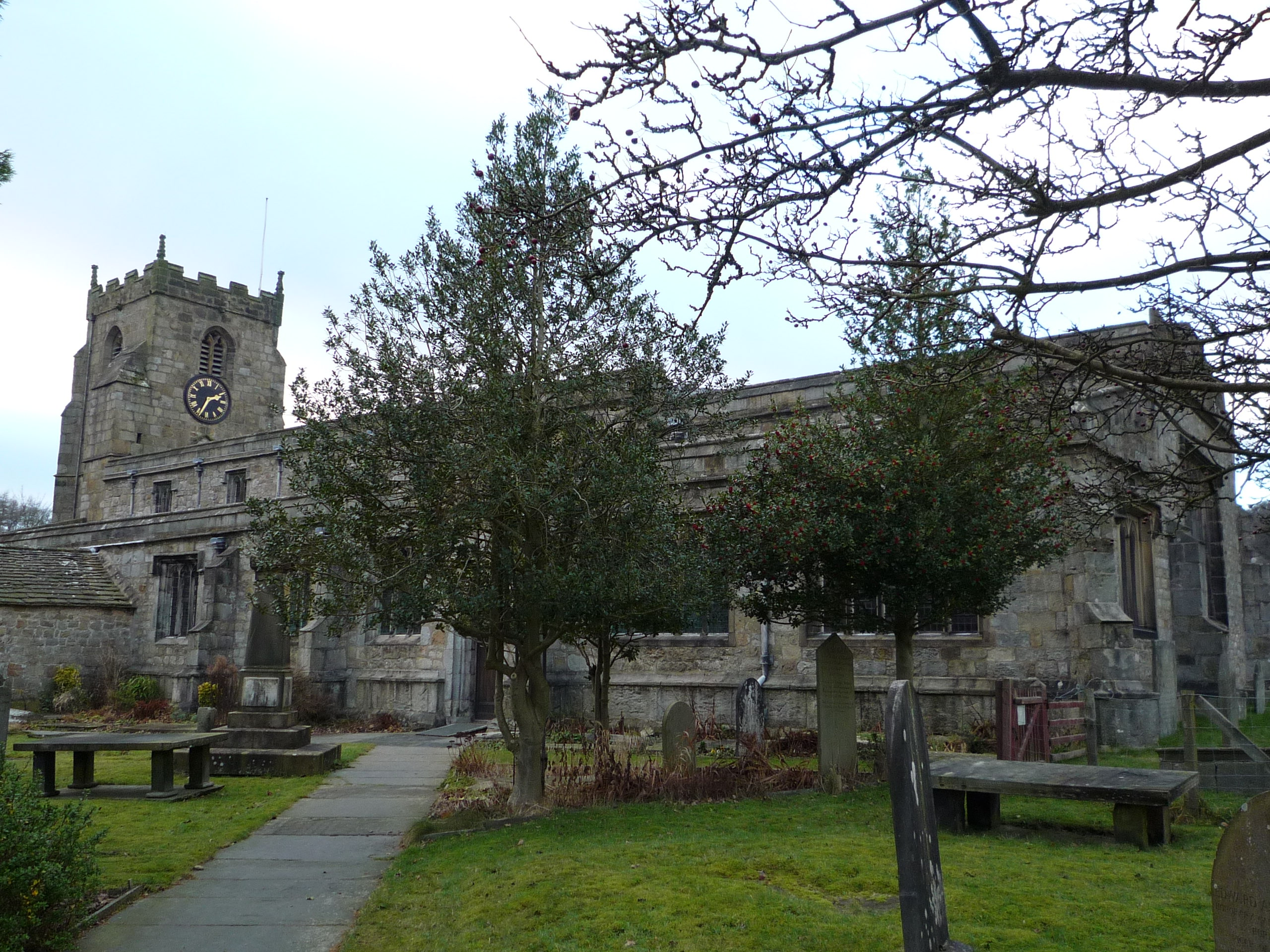
Kerk in Giggleswick